# Distrikt Pachacámac
Der Distrikt Pachacámac ist einer der 43 Stadtbezirke der Region Lima Metropolitana in Peru. Er hat eine Fläche von 160,23 km². Beim Zensus 2017 wurden 110.071 Einwohner gezählt. Im Jahr 1993 lag die Einwohnerzahl bei 19.850, im Jahr 2007 bei 68.441. Verwaltungssitz ist Pachacámac. Die namengebende Ruinenstadt Pachacámac liegt im benachbarten Distrikt Lurín.

## Geographische Lage
Der Distrikt Pachacámac liegt im Südosten der Provinz Lima. Er liegt am Unterlauf des Flusses Río Lurín und reicht bis zu 5 km an die Pazifikküste heran. Beiderseits des Flusstals erheben sich die Ausläufer der peruanischen Westkordillere. Im Tiefland wird bewässerte Landwirtschaft betrieben.
Der Distrikt Pachacámac grenzt im Westen an die Distrikte Villa María del Triunfo und La Molina, im Norden an den Distrikt Cieneguilla, im Osten an die Distrikte Antioquía und Santo Domingo de los Olleros (beide in der Provinz Huarochirí) sowie im Süden an den Distrikt Lurín.